# Mănăstirea Sfântul Pantelimon

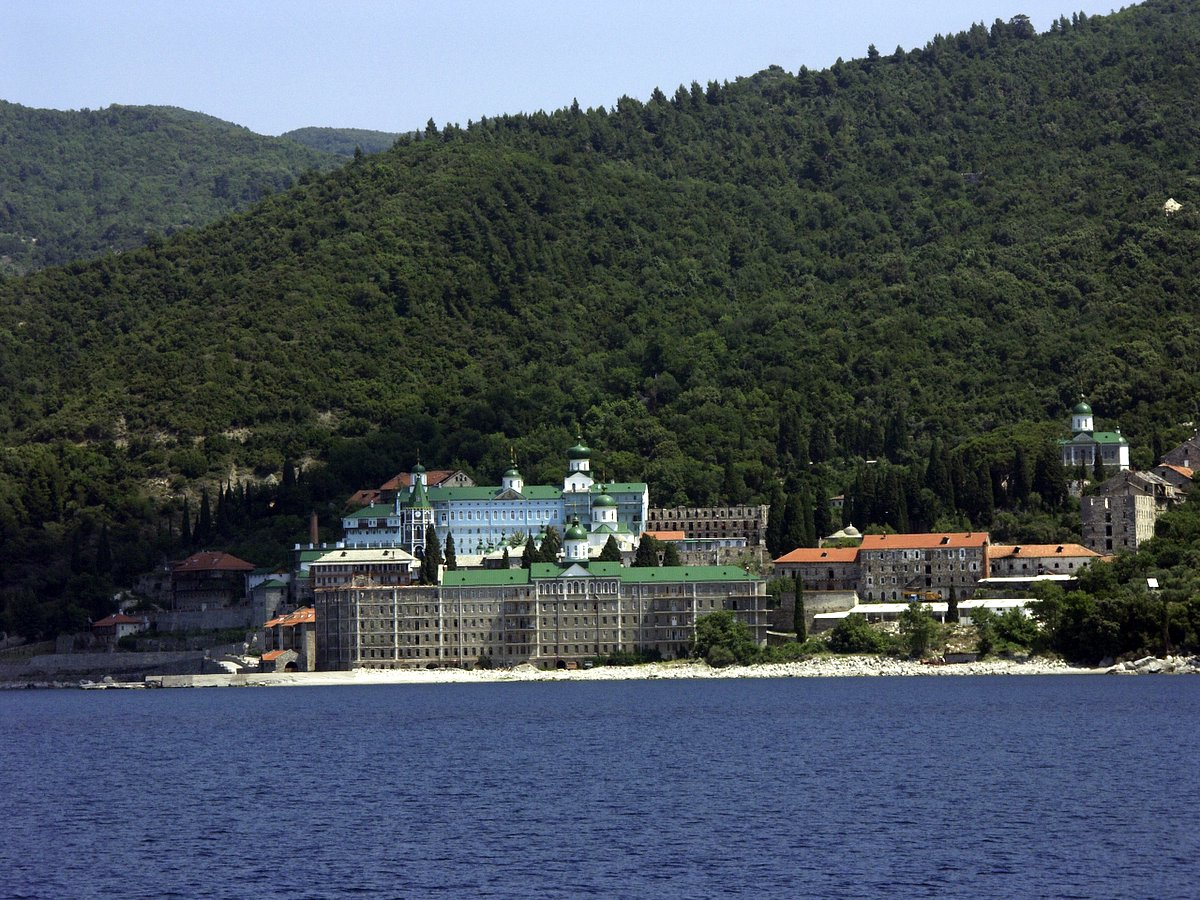
Mănăstirea Sfântul Pantelimon

Mănăstirea Sfântul Pantelimon sau Rusicon (în greacă Αγίου Παντελεήμονος) este o mănăstire de pe Muntele Athos, întemeiată prin secolul XI sub împărăția lui Alexie I Comnenul, de către câțiva călugări veniți din Rusia.